# Usine élévatoire de Saint-André
L’usine élévatoire de Saint-André ou usine élévatoire de Lille  est un établissement élévateur des eaux construit en 1876 à Lille, lors de l'achèvement du canal de Roubaix.
Cette unité industrielle (bâtiment, annexes et site industriel) a durant 130 ans pompé une partie de l’eau de la Deûle (dans Lille) pour soutenir le débit du canal de Roubaix (et indirectement celui de l'Espierres tout ou partie de l'année, en période d'étiage ou d'utilisation de pointe (chaque ouverture d'écluse occasionne une perte d'eau, aujourd'hui compensée par une pompe de relevage).
Elle a été inscrite au titre des monuments historiques en décembre 1999.

## Situation géographique
L'usine est située rue du Bastion Saint-André à Lille, sur le territoire de la Métropole européenne de Lille, dans la région des Hauts-de-France. Elle a été construite sur les terrains des anciennes fortifications de la ville, à la limite nord du quartier du Vieux-Lille qui jouxte la commune de Saint-André-lez-Lille.

## Histoire
Il est décidé au début du XIXe siècle de construire le canal de Roubaix pour approvisionner en eau une partie des fabriques de Roubaix et Tourcoing, et pour permettre des échanges de péniches avec le nord de L'Europe, mais ce dernier, de par sa situation géographique nécessite d’être alimenté en eau tout ou partie de l'année. Les voies navigables vont donc édifier une usine abritant une machine élévatoire (machine à vapeur). Cette usine élévatrice a été conçue par 4 ingénieurs des voies navigables ; Messieurs Flamant (ingénieur) ; Bertin (ingénieur) ; Rivière (ingénieur) et  Pelle (ingénieur).
Elle a été édifiée sur les terrains des anciennes fortifications de la ville de Lille (près de l’actuel quartier dit du Vieux-Lille).
L’usine est terminée en 1876 alors que le canal de Roubaix est en cours d’achèvement (après 50 années de travaux).
Au tournant du XXe siècle (de 1896 à 1902), les deux ailes du bâtiment sont agrandies, et la machinerie est remplacée par une autre. On construit aussi un déversoir souterrain.
Des pompes électriques remplacent ensuite les machines à vapeur.
130 ans plus tard, une partie des canaux de Lille a été comblée et l'usine est devenue inutile.
Le bâtiment existe encore, situé sur une friche industrielle urbaine d'environ 4400 m2.
Au début des années 2000, VNF cherche un porteur de projet immobilier pour reconvertir le site, sans concrétisation.
Aujourd'hui, le port de la Basse Deûle, progressivement comblé des années 1930 au début des années 1950 de la place Louise-de-Bettignies à l'avenue Winston-Vhurchill, n'est plus qu'un bras mort qui se finit en impasse au pied de l'usine élévatoire. Lille Métropole qui a pris la compétence sur les cours d'eau et canaux domaniaux pour le canal de Roubaix et la Marque canalisée, a également mis en place une expérimentation via un « Plan Bleu de Lille Métropole » qui vise notamment à rouvrir une partie des anciens cours d'eau de la ville de Lille. Le périmètre de l'usine élévatoire est inclus dans celui de ce Plan bleu communautaire porté par la ville de Lille et Lille Métropole Communauté Urbaine, qui prévoit de recreuser le canal sur 350 mètres pour remettre le bras de l'« ancienne Basse-Deûle » (emplacement de l'avenue du Peuple belge) en navigation et de réaménager les espaces publics qui le bordent.

Dans ce cadre la communauté urbaine qui entretemps est aussi devenue propriétaire du site a en 2011 décidé de lancer une étude, Il s'agit (depuis novembre 2013) d'étudier comment transformer et valoriser ce site patrimonial tout en conservant la possibilité d’accès à l’eau.

## Description
Selon la notice de l'inventaire supplémentaire des monuments historiques le bâtiment principal (quadrangulaire, fait de brique et de béton) mesure 19,37 sur 15 mètres et présente deux niveaux (« salle des machines », « galerie des balanciers »).
Les structures intérieures (colonnes) sont en fonte (colonnes à bases et chapiteaux).
Le bâtiment présente des aisseliers courbes, un escalier à vis et une « galerie des balanciers ».
Les piles moulurées sont en « pierre bleue ».
Une pierre de calcaire blanc millésime la façade à l'année 1876.
La façade comprend trois baies cintrées et est ornée d'une frise d'arceaux de brique au sommet du mur pignon. Un cartouche de pierre sculpté présente des ancres et un trident rappelant le lien à l'eau et à la navigation. Le bâtiment est aussi éclairé par cinq baies latérales vitrées en plein-cintre et protégé par une toiture à double appentis, apposée sur des murs gouttereaux ;
Deux ailes quadrangulaire symétriques s'y ajoutent (sur un seul niveau, surplombant des caves ; 
À l'arrière, le pignon est aveugle.
L'aile droite abritait en 1876 un bureau, un logement, le magasin à charbon, un atelier comprenant une forge et des matériels utiles aux activités de l'usine. Cette aile sera ensuite transformée en salle de repos des ouvriers et entrepôt ;
L'aile gauche abritait une chaudière Farcot ; ensuite remplacée par une pompe électrique. On y trouve aussi des garages et une salle d'archives (ornée de céramique blanche et vitrée) ;
L'eau circulait dans une conduite souterraine en forme de U et dans un déversoir situés sous le bâtiment principal. Son accès est situé au rez-de-chaussée de l'aile gauche. la basse Deûle servait de déversoir d'orage au niveau de l'usine élévatoire.

## Intérêt patrimonial
Les éléments de décor de l’extérieur du bâtiment de brique rouge évoquent une nef d'église romane, et sa structure intérieure comprend des éléments de fonte, typiques de l’architecture industrielle du XIXe siècle et jugés d’intérêt patrimonial (inscrit MH:1999/12/31).
Ceci a justifié le classement en 1999 de l' « ensemble des bâtiments de l'usine, y compris le mur de clôture et la rigole d'assèchement (cad. TC 8) » .

## Les bassins filtrants de Leers
L'usine n'étant plus fonctionnelle, en complément du système de pompage après chaque écluse, et pour compenser le risque de manque d'eau du canal de Roubaix en été et éviter d'avoir à l'alimenter via les eaux de la Deûle encore très polluées, le Projet "Blue links" (projet de remise en navigation des « canaux de la liaison Deûle–Escaut », qui comprend la Marque canalisée, le canal de Roubaix et le canal de l'Espierres a proposé d'utiliser les eaux de la station d'épuration de Wattrelos (après une épuration complémentaire via des bassins filtrants), ce projet ayant aussi une dimension écopaysagère et pédagogique (site ouvert au public).

## Entretien du patrimoine
Cet entretien est préventif et curatif et il a été délégué à ENLM pour ce qui concerne les écluses, les stations de pompage, l'usine élévatoire de Lille et les bassins filtrants de Leers et le canal de Roubaix (hors ponts qui relèvent de la compétence  du  service  communautaire  Voirie  Espace  Public)  et communication liée au service de navigation de VNF.